# Championnat de Gibraltar de football 2016-2017
Navigation
Saison 2015-2016 Saison 2017-2018
La saison 2016-2017 de la Premier Division (appelé Argus Insurance Premier Division pour des raisons de parrainage) est la 114e édition du championnat de Gibraltar de football. Le plus haut niveau du football gibraltarien, organisé par la Gibraltar Football Association, opposera cette saison dix clubs en une série de vingt-sept rencontres jouées entre le 21 septembre 2016 et le 22 mai 2017.
Lors de cette saison, Lincoln Red Imps FC défend son titre face à neuf autres équipes dont deux promus de deuxième division que sont Europa Point FC et Mons Calpe SC.
Le champion du Championnat se qualifie pour le premier tour de qualification de la Ligue des champions 2017-2018. Le deuxième du championnat et le vainqueur de la Rock Cup 2016-2017 se qualifient pour le premier tour de qualification de la Ligue Europa 2017-2018. Le dernier est quant à lui directement relégué en deuxième division et remplacé par le champion de cette division, tandis que l'avant-dernier affronte le second de deuxième division lors d'un match de barrage de promotion-relégation à la fin de la saison dont le vainqueur est maintenu ou promu en première division pour la saison suivante.

## Équipes participantes
Après la saison 2015-2016, deux équipes sont reléguées en deuxième division : Angels FC en tant que dixième du championnat et FC Britannia XI en tant que neuvième du championnat, qui sont remplacés par le champion de deuxième division Europa Point FC et son dauphin Mons Calpe SC. La relégation de Britannia XI et la montée de Mons Calpe se sont jouées lors d'un barrage de promotion-relégation remporté par Mons Calpe sur le score de deux buts à un.
Légende des couleurs
- Premier tour de qualification de la Ligue des champions 2016-2017
- Premier tour de qualification de la Ligue Europa 2016-2017
- Promu de Deuxième division 2015-2016

| Club                | Classement 2015-2016 | Entraîneur                                                | Depuis    |
| ------------------- | -------------------- | --------------------------------------------------------- | --------- |
| Lincoln Red Imps FC | 1er                  | Julio Ribas                                               | 2016      |
| Europa FC           | 2e                   | Juan Jose Gallardo Fernandez                              | 2016      |
| St. Joseph's FC     | 3e                   | Alfonso Cortijo Cabrera Raul Procopio                     | 2015 2016 |
| Lions Gibraltar FC  | 4e                   | Rafael Bado                                               | 2016      |
| Lynx FC             | 5e                   | Albert Parody                                             | 2007      |
| Manchester 62 FC    | 6e                   | Gabino Rodriguez Carlos Inarejos= Kiko Prieto             | 2016 2017 |
| Glacis United FC    | 7e                   | Manuel Jimenez Perez                                      | 2016      |
| Gibraltar United FC | 8e                   | Adrian Parral                                             | 2016      |
| Europa Point FC     | 1er (D2)             | George Jermy Daniel Amaya                                 | 2015 2016 |
| Mons Calpe SC       | 2e (D2)              | William Amaral de Andrade Terrence Jolley Mauro Ardizzone | 2016 2017 |

## Compétition

### Format
Chacune des dix équipes participant au championnat s'affronte à trois reprises pour un total de vingt-sept matchs chacune. Tous les matchs sont joués au Victoria Stadium de Gibraltar. L'équipe terminant dixième est directement reléguée en deuxième division tandis que l'équipe terminant à la neuvième place joue un match de barrage promotion-relégation contre le second de deuxième division.

### Classement
Les équipes sont classées selon leur nombre de points, lesquels sont répartis comme suit : trois points pour une victoire, un point pour un match nul et zéro point pour une défaite. Pour départager les égalités, les critères suivants sont utilisés :
1. Différence de buts générale
2. Nombre de buts marqués

Si ces critères ne permettent pas de départager les équipes à égalité, celles-ci occupent donc la même place au classement officiel. Si deux équipes sont à égalité parfaite au terme du championnat et que le titre de champion, la qualification à une compétition européenne ou la relégation sont en jeu, les deux équipes doivent se départager au cours d'un match d'appui disputé sur terrain neutre.
| \| Rang \| Équipe \| Pts \| J \| G \| N \| P \| Bp \| Bc \| Diff \| \| ---- \| --------------------- \| --- \| -- \| -- \| - \| -- \| --- \| --- \| ---- \| \| 1 \| Europa FC S C \| 73 \| 27 \| 24 \| 1 \| 2 \| 93 \| 18 \| +75 \| \| 2 \| Lincoln Red Imps FC T \| 72 \| 27 \| 23 \| 3 \| 1 \| 100 \| 16 \| +84 \| \| 3 \| St. Joseph's FC \| 54 \| 27 \| 16 \| 6 \| 5 \| 53 \| 18 \| +35 \| \| 4 \| Glacis United FC \| 44 \| 27 \| 12 \| 8 \| 7 \| 42 \| 34 \| +8 \| \| 5 \| Mons Calpe SC P \| 42 \| 27 \| 13 \| 3 \| 11 \| 44 \| 35 \| +9 \| \| 6 \| Lynx FC \| 31 \| 27 \| 8 \| 4 \| 15 \| 34 \| 45 \| -11 \| \| 7 \| Gibraltar United FC \| 21 \| 27 \| 4 \| 9 \| 14 \| 20 \| 43 \| -23 \| \| 8 \| Lions Gibraltar FC \| 21 \| 27 \| 4 \| 9 \| 14 \| 17 \| 54 \| -37 \| \| 9 \| Manchester 62 FC \| 17 \| 27 \| 4 \| 5 \| 18 \| 27 \| 60 \| -33 \| \| 10 \| Europa Point FC P \| 8 \| 27 \| 2 \| 2 \| 23 \| 13 \| 120 \| -107 \| | Qualifications européennes - 1er : 1er tour de qualification en Ligue des champions 2017-2018 - 2e et C : 1er tour de qualification en Ligue Europa 2017-2018 Relégations - 9e : Barrage de relégation en Second Division 2017-2018 - 10e : Relégation en Second Division 2017-2018 Abréviations - T : Tenant du titre - C : Vainqueur de la Rock Cup 2016-2017 - S : Vainqueur de la Pepe Reyes Cup 2016-2017 - P : Promu de Second Division 2015-2016 |     |    |    |   |    |     |     |      |
| Rang | Équipe | Pts | J  | G  | N | P  | Bp  | Bc  | Diff |
| 1 | Europa FC S C | 73  | 27 | 24 | 1 | 2  | 93  | 18  | +75  |
| 2 | Lincoln Red Imps FC T | 72  | 27 | 23 | 3 | 1  | 100 | 16  | +84  |
| 3 | St. Joseph's FC | 54  | 27 | 16 | 6 | 5  | 53  | 18  | +35  |
| 4 | Glacis United FC | 44  | 27 | 12 | 8 | 7  | 42  | 34  | +8   |
| 5 | Mons Calpe SC P | 42  | 27 | 13 | 3 | 11 | 44  | 35  | +9   |
| 6 | Lynx FC | 31  | 27 | 8  | 4 | 15 | 34  | 45  | -11  |
| 7 | Gibraltar United FC | 21  | 27 | 4  | 9 | 14 | 20  | 43  | -23  |
| 8 | Lions Gibraltar FC | 21  | 27 | 4  | 9 | 14 | 17  | 54  | -37  |
| 9 | Manchester 62 FC | 17  | 27 | 4  | 5 | 18 | 27  | 60  | -33  |
| 10 | Europa Point FC P | 8   | 27 | 2  | 2 | 23 | 13  | 120 | -107 |

Source : Classement officiel sur le site de la Fédération de Gibraltar de football

### Résultats
| Résultats (▼dom., ►ext.) | EFC | EPO | GIB | GLA | LIN  | LGI | LYN | MAN | MCA | SJO | EFC | EPO  | GIB | GLA | LIN | LGI | LYN | MAN | MCA | SJO |
| Europa FC                |     | 2-1 | 3-0 | 4-3 | 1-0  | 2-1 | 3-1 | 8-0 | 2-0 | 1-1 |     | 13-1 | 7-0 |     | 1-4 | 1-0 |     |     |     | 2-1 |
| Europa Point FC          | 1-4 |     | 1-0 | 1-3 | 0-15 | 1-1 | 0-3 | 2-1 | 1-4 | 0-3 |     |      |     | 1-6 |     | 0-1 | 0-3 | 0-6 | 1-6 |     |
| Gibraltar United FC      | 0-1 | 3-0 |     | 0-2 | 0-2  | 1-1 | 0-1 | 3-1 | 2-2 | 0-1 |     | 2-2  |     | 2-1 | 0-1 |     |     |     |     | 0-0 |
| Glacis United FC         | 0-2 | 5-0 | 0-0 |     | 0-5  | 1-0 | 2-0 | 1-0 | 3-0 | 0-2 | 0-2 |      |     |     |     |     | 1-0 | 1-1 | 1-0 |     |
| Lincoln Red Imps FC      | 3-1 | 4-0 | 2-0 | 7-0 |      | 4-1 | 5-0 | 2-0 | 4-1 | 2-2 |     | 9-0  |     | 3-3 |     | 4-0 | 1-0 |     | 2-2 |     |
| Lions Gibraltar FC       | 0-7 | 2-0 | 0-0 | 1-1 | 0-5  |     | 1-1 | 1-1 | 1-1 | 0-3 |     |      | 0-0 | 0-0 |     |     | 2-1 |     |     | 0-3 |
| Lynx FC                  | 0-7 | 3-0 | 0-1 | 1-1 | 1-2  | 7-2 |     | 2-2 | 0-4 | 1-3 | 0-1 |      | 1-1 |     |     |     |     | 1-0 | 2-0 |     |
| Manchester 62 FC         | 0-4 | 4-0 | 2-2 | 0-3 | 1-6  | 5-1 | 0-4 |     | 0-2 | 0-1 | 0-4 |      | 3-0 |     | 0-3 | 0-1 |     |     |     | 0-0 |
| Mons Calpe SC            | 0-3 | 2-0 | 3-1 | 1-3 | 1-2  | 1-0 | 2-0 | 3-0 |     | 2-0 | 0-3 |      | 2-1 |     |     | 2-0 |     | 3-0 |     | 0-1 |
| St. Joseph's FC          | 1-4 | 6-0 | 4-1 | 1-1 | 1-2  | 2-0 | 2-1 | 2-0 | 2-0 |     |     | 9-0  |     | 0-0 | 0-1 |     | 2-0 |     |     |     |

- Le match Europa Point-Lynx FC est remporté par Lynx FC « sur tapis vert » sur le score de 3-0, la rencontre s'était originellement terminé sur le score de 1-2[4].
- Le match Glacis United-Mons Calpe est remporté par Glacis United « sur tapis vert » sur le score de 3-0 à la suite d'une sanction contre Mons Calpe en raison du non-respect par le club de la règle sur les quotas de joueurs formés localement, la rencontre s'était originellement terminé sur le score de 0-0[5].
- Le match Gibraltar United-Europa Point est remporté par Gibraltar United « sur tapis vert » sur le score de 3-0 à la suite du forfait d'Europa Point[6].

Source : Résultats officiels sur le site de la Fédération de Gibraltar de football

### Barrage de promotion-relégation
À la fin de la saison, un match de barrage de promotion-relégation oppose le neuvième de première division, Manchester 62 FC, au second de deuxième division, FCB Magpies. Ce match de barrage se joue le 30 mai 2017 et se conclut par une victoire de Manchester 62 FC sur le score de trois buts à un lui permettant de se maintenir en première division.
| 30 mai 2017 | Manchester 62 FC (I) | 3 - 1   | (II) FCB Magpies |                  |                  |
| 20 h 00     |                      | (3 - 0) |                  | Victoria Stadium | Victoria Stadium |
| 20 h 00     | Rapport              |         |                  | Victoria Stadium | Victoria Stadium |

### Leader par journée
La frise suivante montre l'évolution des équipes ayant successivement occupé la première place :

### Lanterne rouge par journée
La frise suivante montre l'évolution des équipes ayant successivement occupé la dernière place :

## Statistiques

### Domicile et extérieur
| Rang | Équipe              | Pts | J  | G  | N | P  | Bp | Bc | Diff |
| ---- | ------------------- | --- | -- | -- | - | -- | -- | -- | ---- |
| 1    | Europa FC           | 37  | 14 | 12 | 1 | 1  | 50 | 13 | +37  |
| 2    | Lincoln Red Imps FC | 36  | 14 | 11 | 3 | 0  | 52 | 10 | +42  |
| 3    | Mons Calpe SC       | 27  | 14 | 9  | 0 | 5  | 22 | 14 | +8   |
| 4    | St. Joseph's FC     | 26  | 13 | 8  | 2 | 3  | 32 | 10 | +22  |
| 5    | Glacis United FC    | 23  | 13 | 7  | 2 | 4  | 15 | 12 | +3   |
| 6    | Lynx FC             | 15  | 13 | 4  | 3 | 6  | 19 | 23 | -4   |
| 7    | Gibraltar United FC | 13  | 13 | 3  | 4 | 6  | 13 | 15 | -2   |
| 8    | Lions Gibraltar FC  | 13  | 13 | 2  | 7 | 4  | 8  | 23 | -15  |
| 9    | Manchester 62 FC    | 11  | 14 | 3  | 2 | 9  | 15 | 31 | -16  |
| 10   | Europa Point FC     | 7   | 14 | 2  | 1 | 11 | 9  | 56 | -47  |

| Rang | Équipe              | Pts | J  | G  | N | P  | Bp | Bc | Diff |
| ---- | ------------------- | --- | -- | -- | - | -- | -- | -- | ---- |
| 1    | Lincoln Red Imps FC | 36  | 13 | 12 | 0 | 1  | 48 | 6  | +42  |
| 2    | Europa FC           | 36  | 13 | 12 | 0 | 1  | 43 | 5  | +38  |
| 3    | St. Joseph's FC     | 28  | 14 | 8  | 4 | 2  | 21 | 8  | +13  |
| 4    | Glacis United FC    | 21  | 14 | 5  | 6 | 3  | 27 | 22 | +5   |
| 5    | Mons Calpe SC       | 15  | 13 | 4  | 3 | 6  | 22 | 21 | +1   |
| 6    | Lynx FC             | 13  | 14 | 4  | 1 | 9  | 15 | 22 | -7   |
| 7    | Gibraltar United FC | 8   | 14 | 1  | 5 | 8  | 7  | 28 | -21  |
| 8    | Lions Gibraltar FC  | 8   | 14 | 2  | 2 | 10 | 9  | 31 | -22  |
| 9    | Manchester 62 FC    | 6   | 13 | 1  | 3 | 9  | 12 | 29 | -17  |
| 10   | Europa Point FC     | 1   | 13 | 0  | 1 | 12 | 4  | 64 | -60  |

### Buts marqués par journée
Ce graphique représente le nombre de buts marqués lors de chaque journée.

### Classement des buteurs
| #  | Buteur                     | Club                | Buts |
| -- | -------------------------- | ------------------- | ---- |
| 1  | Kike Gomez                 | Europa FC           | 27   |
| 2  | Roy Chipolina              | Lincoln Red Imps FC | 17   |
| 3  | John Paul Duarte           | St. Joseph's FC     | 15   |
| 3  | Guillermo Roldán           | Europa FC           | 15   |
| 3  | Liam Walker                | Europa FC           | 15   |
| 6  | Lee Casciaro               | Lincoln Red Imps FC | 14   |
| 7  | George Cabrera             | Lincoln Red Imps FC | 13   |
| 8  | Juan Pablo Pereira Sastrie | Mons Calpe SC       | 11   |
| 9  | Tulio Enrique Etchemaite   | Lincoln Red Imps FC | 10   |
| 10 | Salvador Carrasco          | Glacis United FC    | 9    |
| 10 | Juan Manuel Llaves         | Glacis United FC    | 9    |
| 10 | Facundo Cascio             | Mons Calpe SC       | 9    |

Source : Classement officiel sur le site de la Fédération de Gibraltar de football

## Bilan de la saison
| Championnat de Gibraltar de football 2016-2017      |                      |
| Champion                                            | Europa FC (7e titre) |
| Qualifications continentales                        |                      |
| Ligue des champions de l'UEFA 2017-2018             | Europa FC            |
| Ligue Europa 2017-2018                              | Lincoln Red Imps FC  |
| Ligue Europa 2017-2018                              | St. Joseph's FC      |
| Promotions et relégations                           |                      |
| Promus en Championnat de Gibraltar de football D1   | Gibraltar Phoenix FC |
| Relégués en Championnat de Gibraltar de football D2 | Europa Point FC      |

## Parcours en coupes d'Europe

### Parcours européen des clubs

#### Lincoln Red Imps FC
Les équipes marquées d'un astérisque sont têtes de série lors du tirage au sort.
| Équipe                                               | Aller                                               | Total                                               | Retour                                              | Équipe                                              |
| Ligue des champions - Premier tour de qualification  | Ligue des champions - Premier tour de qualification | Ligue des champions - Premier tour de qualification | Ligue des champions - Premier tour de qualification | Ligue des champions - Premier tour de qualification |
| ---------------------------------------------------- | --------------------------------------------------- | --------------------------------------------------- | --------------------------------------------------- | --------------------------------------------------- |
| *FC Flora Tallinn                                    | 2 - 1                                               | 2 - 3                                               | 0 - 2                                               | Lincoln Red Imps FC                                 |
| Ligue des champions - Deuxième tour de qualification |                                                     |                                                     |                                                     |                                                     |
| Lincoln Red Imps FC                                  | 1 - 0                                               | 1 - 3                                               | 0 - 3                                               | Celtic Glasgow*                                     |

#### Europa FC
Les équipes marquées d'un astérisque sont têtes de série lors du tirage au sort.
| Équipe                                        | Aller                                        | Total                                        | Retour                                       | Équipe                                       |
| Ligue Europa - Premier tour de qualification  | Ligue Europa - Premier tour de qualification | Ligue Europa - Premier tour de qualification | Ligue Europa - Premier tour de qualification | Ligue Europa - Premier tour de qualification |
| --------------------------------------------- | -------------------------------------------- | -------------------------------------------- | -------------------------------------------- | -------------------------------------------- |
| Europa FC                                     | 2 - 0                                        | 3 - 2                                        | 1 - 2                                        | Pyunik Erevan*                               |
| Ligue Europa - Deuxième tour de qualification |                                              |                                              |                                              |                                              |
| *AIK Solna                                    | 1 - 0                                        | 2 - 0                                        | 1 - 0                                        | Europa FC                                    |

### Coefficient UEFA des clubs engagés en Coupe d'Europe
Le parcours des clubs gibraltariens en coupes d'Europe est important puisqu'il détermine le coefficient UEFA, et donc le nombre de clubs gibraltariens présents en coupes d'Europe les années suivantes.
Ce classement est fondé sur les résultats des clubs entre la saison 2012-2013 et la saison 2016-2017. Il sert pour les tirages aux sort des compétitions européennes 2017-2018. Seuls les clubs gibraltariens sont ici présentés.
- Ligue des champions 2016-2017
- Ligue Europa 2016-2017

Mise à jour le : 12 novembre 2016
| Rang 2017 | Rang 2016 | Évolution | Club                | 2012-2013 | 2013-2014 | 2014-2015 | 2015-2016 | 2016-2017 | Coefficient |
| --------- | --------- | --------- | ------------------- | --------- | --------- | --------- | --------- | --------- | ----------- |
| 338       | 407       | +69       | Lincoln Red Imps FC | 0.000     | 0.000     | 0.550     | 1.150     | 1.300     | 3.000       |
| 421       | 455       | +34       | Europa FC           | 0.000     | 0.000     | 0.300     | 0.400     | 0.800     | 1.500       |

### Coefficient UEFA du championnat gibraltarien
Le parcours des clubs gibraltariens en UEFA est important puisqu'il détermine le coefficient UEFA, et donc les futures places en coupes d'Europe des différents clubs gibaltrariens.
Mise à jour le : 12 novembre 2016
| Rang 2017 | Rang 2016 | Évolution | Ligue          | 2012-2013 | 2013-2014 | 2014-2015 | 2015-2016 | 2016-2017 | Coefficient | Places en LC | Places en LC | Places en LC | Places en LC | Places en LC | Places en LE | Places en LE | Places en LE | Places en LE | Places en LE | Équipes en Lice | Équipes en Lice |
| Rang 2017 | Rang 2016 | Évolution | Ligue          | 2012-2013 | 2013-2014 | 2014-2015 | 2015-2016 | 2016-2017 | Coefficient | PG           | TB           | T3           | T2           | T1           | PG           | TB           | T3           | T2           | T1           | LC              | LE              |
| --------- | --------- | --------- | -------------- | --------- | --------- | --------- | --------- | --------- | ----------- | ------------ | ------------ | ------------ | ------------ | ------------ | ------------ | ------------ | ------------ | ------------ | ------------ | --------------- | --------------- |
| 50        | 51        | +1        | Pays de Galles | 0,500     | 0,750     | 0,125     | 1,500     | 1,000     | 3,875       | -            | -            | -            | -            | 1            | -            | -            | -            | -            | 3            | 0               | 0               |
| 51        | 49        | -2        | Îles Féroé     | 0,500     | 0,875     | 1,375     | 0,375     | 0,375     | 3,500       | -            | -            | -            | -            | 1            | -            | -            | -            | -            | 3            | 0               | 0               |
| 52        | 52        | =         | Gibraltar      | 0,000     | 0,000     | 0,250     | 0,750     | 1,500     | 2,500       | -            | -            | -            | -            | 1            | -            | -            | -            | -            | 1            | 0               | 0               |
| 53        | 53        | =         | Andorre        | 0,000     | 0,333     | 0,500     | 0,166     | 0,166     | 1,165       | -            | -            | -            | -            | 1            | -            | -            | -            | -            | 2            | 0               | 0               |
| 54        | 54        | =         | Saint-Marin    | 0,000     | 0,333     | 0,000     | 0,000     | 0,000     | 0,333       | -            | -            | -            | -            | 1            | -            | -            | -            | -            | 2            | 0               | 0               |

Le classement UEFA de la fin de saison 2016-2017 donne le classement et donc la répartition et le nombre d'équipes pour les coupes d'Europe de la saison 2017-2018.